# Renault 8
Pour les articles homonymes, voir R8 et R10.
Les Renault 8 et 10 sont deux voitures du constructeur Renault. Elles sont les dernières Renault à moteur arrière jusqu'à la Twingo III de 2014, si l'on excepte les sportives et marginales Renault 5 Turbo, Renault Spider et Clio V6.
La Renault 10 est une version aux porte-à-faux avant et arrière rallongés de la 8. Les deux autos étaient produites en France à l'usine de Flins (Yvelines) et au Canada (Usine SOMA - Société de Montage Automobile - de Saint-Bruno de Montarville, au Québec).

## Histoire

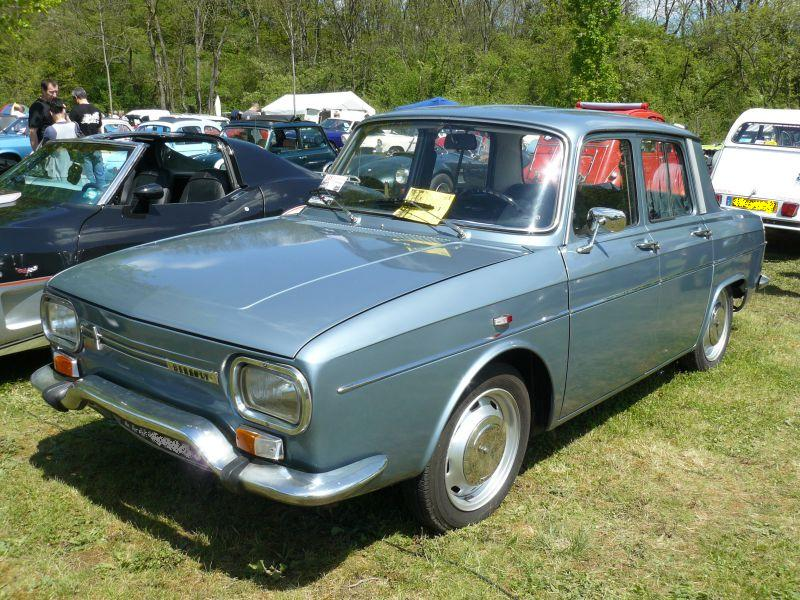
Renault 10, modèle 1968, aux phares rectangulaires.

Lancée en juin 1962, la Renault 8 est dessinée par Gaston Juchet et Philippe Charbonneaux. C'est l'une des premières voitures françaises avec quatre freins à disques. Le « moteur Sierra » (connu également sous le nom de moteur Cléon-Fonte) à cinq paliers est nouveau. Ce moteur élaboré par l'ingénieur René Vuaillat connaîtra une longue carrière puisqu'il sera encore utilisé sur les Twingo, Express, Clio et Supercinq dans les années 1990.
Pour les modèles 1964, l'auto adopte une nouvelle planche de bord avec une boîte à gants et est lancée dans une version « Major » mieux finie à moteur 1 108 cm3 provenant de la Caravelle 1100 et à boîte de vitesses à 4 rapports.
Pour les modèles 1965, Renault commercialise la version sportive « Gordini » du nom du célèbre préparateur de moteurs. Elle est considérée comme la première « GTi ». C'est effectivement la première compacte ayant des performances sportives pour un tarif de voiture de série.
À l'été 1965 (modèle 1966), la R8 Major est remplacée par la R10. Il s'agit d'une version allongée de la R8, avec un coffre avant et un compartiment moteur plus grands, mais la cellule centrale, et donc l'habitabilité, restent identiques avec toutefois un traitement plus cossu.
Pour les modèles 1968, le moteur de la R8 passe de 956 à 1 108 cm3 tandis que la version Major réapparaît. Le tableau de bord comporte des cadrans ronds. Sur la R10, les faces avant et arrière sont modifiées : les feux encadrent la plaque d'immatriculation et sont surmontés d'une bande en métal poli, les projecteurs deviennent rectangulaires avec l'ensemble veilleuse/clignotant séparé situé sous le phare, à la façon de la Renault 16 ; elle remporte la toute première édition du Rallye du Liban, avec Jean Bassili et Antoine Slim.
En août 1968 (modèle 1969) apparaît la R8 S, qui est une version sportive moins chère que la R8 Gordini, avec le moteur de 60 ch à carburateur double corps de la Caravelle 1100 S. La R8 S s'équipe d'un compte-tours, de quatre phares et de jantes larges. La R8 S est supprimée en 1971 à Flins, mais sera encore produite et vendue jusqu'en 1976 par la filiale Fasa-Renault en Espagne. Elle est proposée en peinture unie en jaune, blanc et rouge.
Pour les modèles 1970, la R10 Major adopte le moteur 1 289 cm3 et devient Renault 10 « 1300 ». Cependant, la version automatique demeure identiquement motorisée. La production cesse début 1971.
Courant 1973, la R8 termine sa carrière en France.
Pendant la dernière année, les R8, qui possèdent désormais des freins arrière à tambours, sont fabriquées par Fasa-Renault, laquelle continue la fabrication jusqu'en 1976. En mai 1973, les R8 et R8 TS espagnoles sont modernisées : les jantes sont en 14 pouces de diamètre, les clignotants/veilleuses passent sous le pare-chocs désormais droit, les quatre projecteurs sont en série et les feux arrière s'agrandissent.

## Caractéristiques
Le moteur avec quatre cylindres en ligne est placé longitudinalement en porte-à-faux à l'arrière. Les conséquences de l'emploi du moteur arrière sont :
- un manque de stabilité dans la tenue de route, avec une sensibilité au vent latéral ;
- une direction légère et assez précise en ville ;
- un bruit mieux filtré (par la banquette arrière) et donc un niveau sonore moins élevé qu'avec le moteur à l'avant.

La R8 est équipée d'une suspension à quatre roues indépendantes et d'une nouvelle boîte à 3 rapports entièrement synchronisée ou à 4 rapports avec 1re non synchronisée (elle le sera en 1965). Pour 1963, une boîte de vitesses automatique électrique optionnelle « Jaeger » remplace l'embrayage par un coupleur à poudre magnétique.
Le réservoir d'essence contient 38 litres. Très carrée, la R8 frôle néanmoins les 130 km/h.

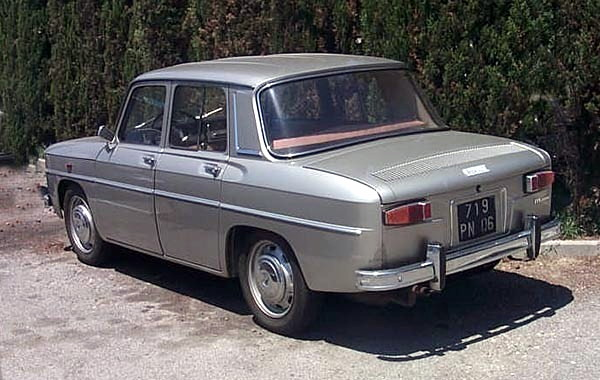
Renault 8 Major.
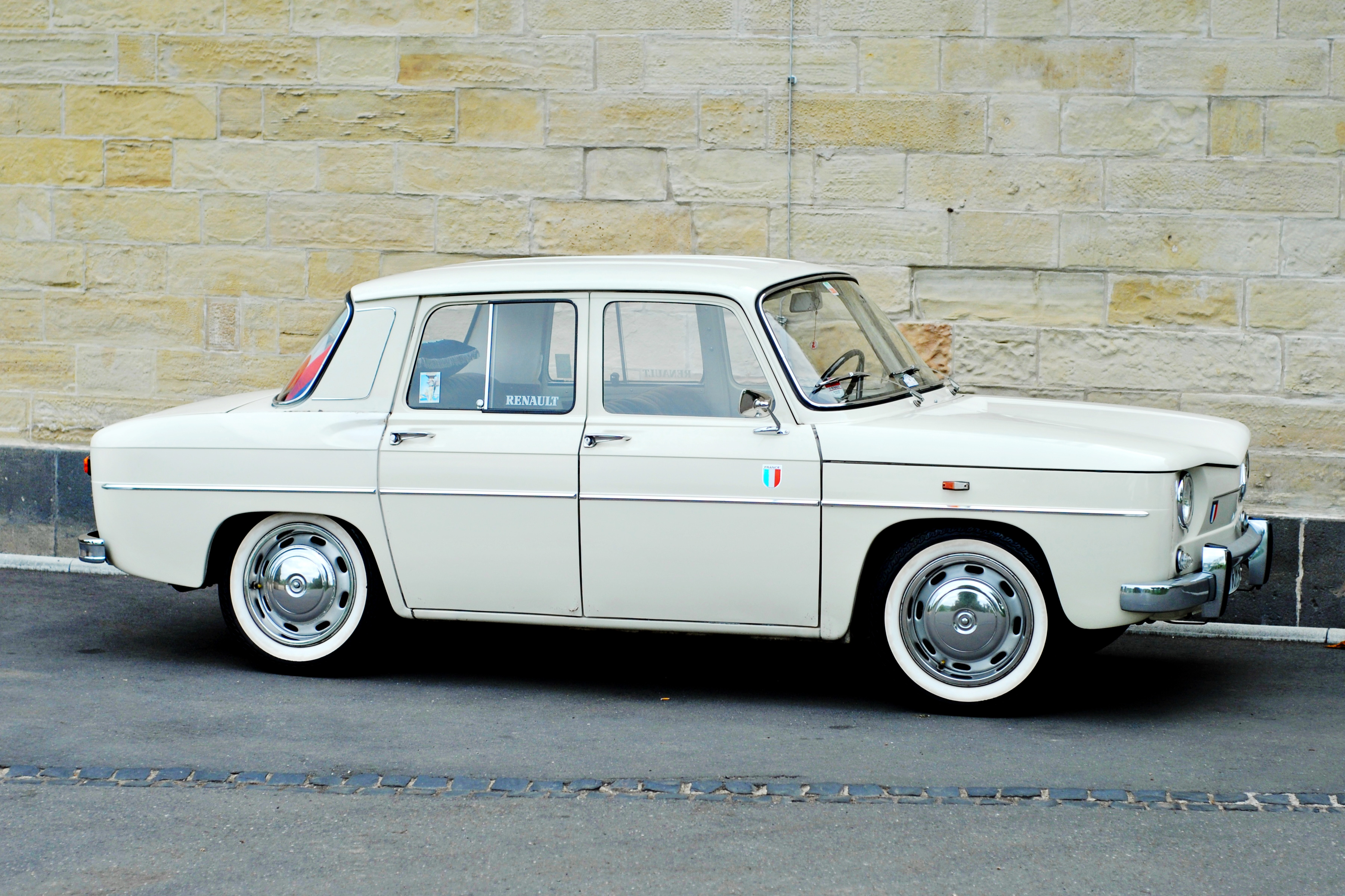
Renault 8 Major.
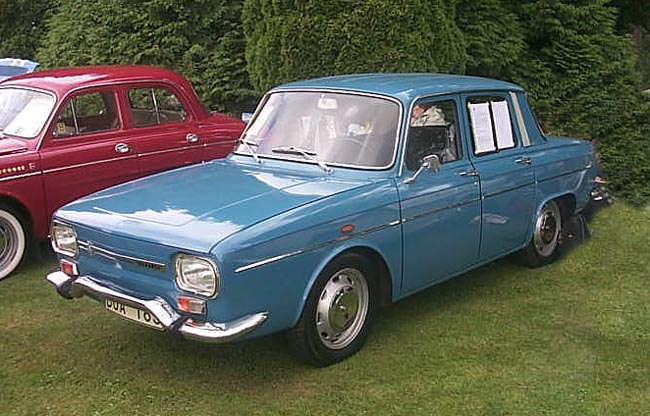
Renault 10.

## La Renault 8 Gordini (1964–1970)
La R8 Gordini (type R1134) fait son apparition au Salon de Paris en septembre 1964, après des essais essentiellement menés par Jean Vinatier. Elle est la première voiture de sport abordable, à l'origine des petites voitures sportives. C'est effectivement la première compacte ayant des performances sportives pour un tarif de voiture de série. La R8 Gordini 1300 (sortie deux ans plus tard) de 103 ch SAE (88 ch DIN), proposant des accélérations détonantes pour l'époque et atteignant 175 km/h, permet à Renault de répondre à la confidentielle Simca Abarth 1150 Tipo Corsa de 85 ch DIN.
Simca attendra 1972 pour proposer une vraie réponse à la Gordini 1300 avec la Simca 1000 Rallye 2 de 82 ch DIN (110 ch avec le kit Groupe 2).
La Renault 8 Gordini devance ainsi d'une dizaine d'années la sortie de ses premières concurrentes et la vague des petites sportives dont la Golf GTi sera la plus emblématique.
La R8 Gordini doit permettre à toute une clientèle d'enthousiastes et d'amateurs de conduite sportive de satisfaire leur passion pour le prix d'une voiture de grande série. Elle deviendra une icône dans le monde du sport automobile français grâce à son prix abordable et à son comportement survireur (elle dérive de l'arrière) dû au moteur en porte-à-faux arrière qui facilite la conduite sportive.
Elle se distingue par sa couleur « Bleu de France »  418, sa double bande blanche qui court sur toute la longueur de la voiture, ses gros projecteurs de diamètre 200 mm et ses quatre amortisseurs à l'arrière (dont les préparateurs couperont souvent les spires supérieures afin de donner un carrossage négatif à l'essieu, contre-balançant le caractère survireur de la voiture).
À partir du bloc d'origine, Amédée Gordini a porté la cylindrée à 1 108 cm3 et la puissance à 77,5 ch DIN (95 ch SAE) grâce à une culasse hémisphérique (soupapes en V et bougies centrales) et à deux carburateurs double corps horizontaux Solex. Ainsi, la vitesse de pointe atteint 170 km/h, ce qui fait de la R8 Gordini l'une des voitures françaises les plus rapides de l'époque. La boîte de vitesses mécanique est à 4 rapports.
En septembre 1966 (modèle 1967), apparaît la R8 Gordini 1300 (175 km/h) dotée d'un moteur de 1 255 cm3 développant 88 ch DIN (103 ch SAE) et d'une boîte à 5 rapports. La version 1300 (type R1135), qui est reconnaissable à ses quatre projecteurs et à ses ouïes de refroidissement de chaque côté derrière le pare-chocs avant, ajoute un volant à trois branches et un réservoir supplémentaire de 25 litres dans le coffre avant.

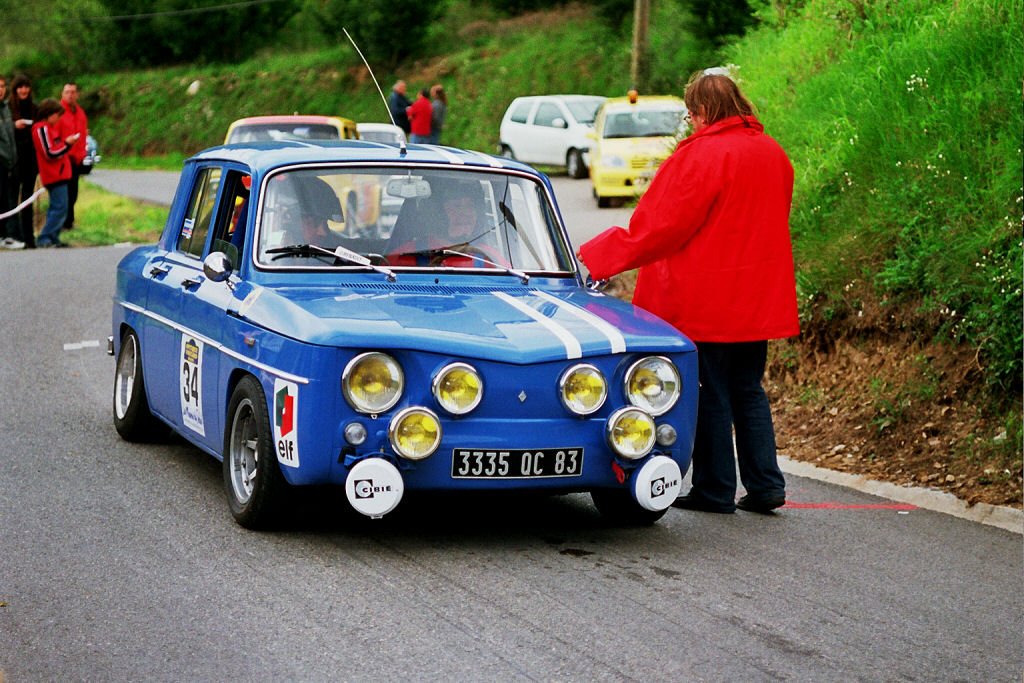
La Renault 8 Gordini en compétition.

En 1966, la revue Moteurs, avec le soutien de Renault et de Dunlop, crée une coupe spécifique, la Coupe Nationale Renault 8 Gordini, qui permettra aux possesseurs de R8 Gordini de s'affronter sur les rallyes et les courses de côte, puis à partir de 1967 sur les circuits où se feront remarquer de jeunes talents : Andruet, Cudini, Darniche, Jabouille, Jarier, Leclère, Malcher, Ragnotti et Thérier.

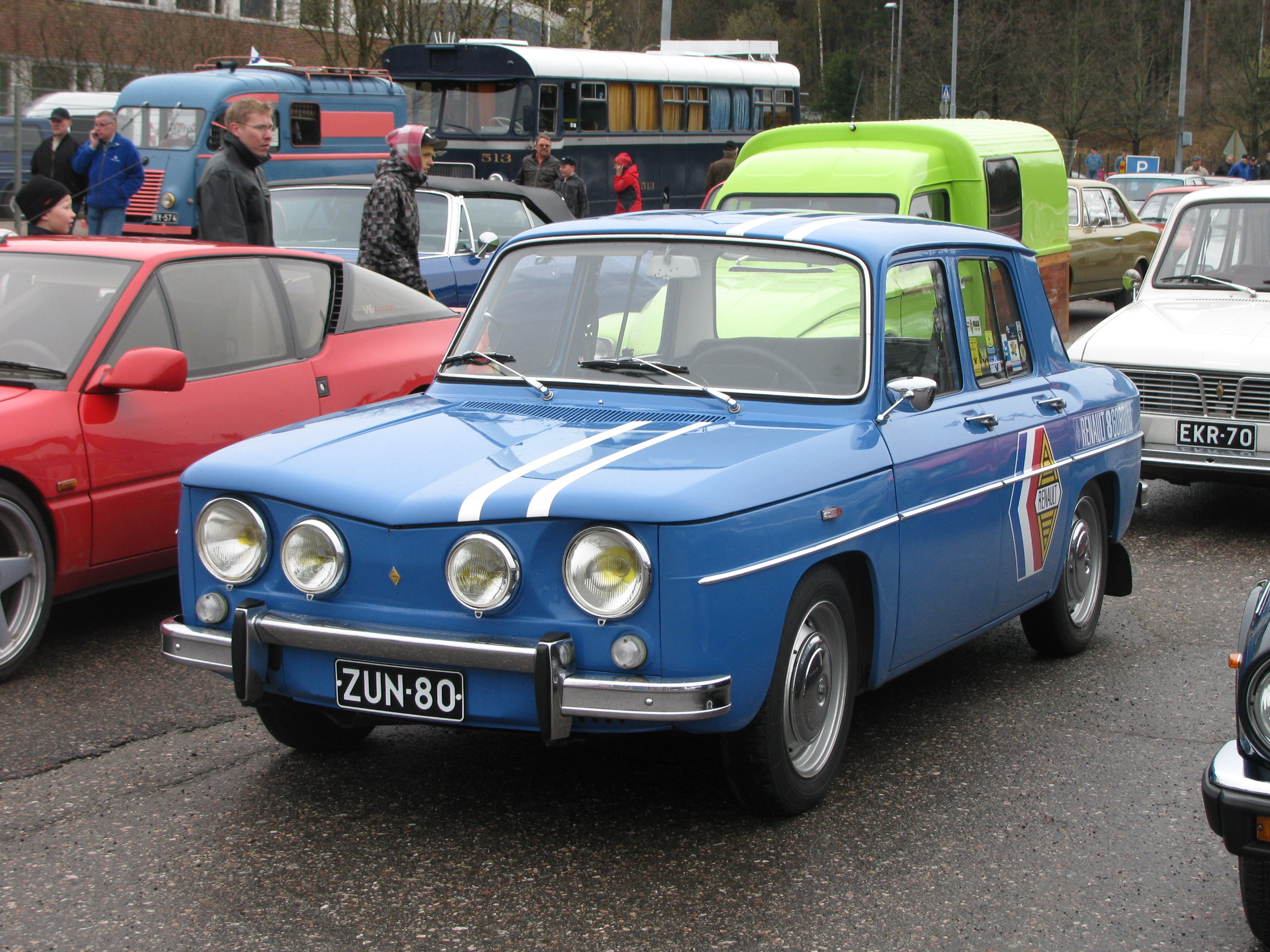
Renault 8 Gordini.

Un mois seulement après la présentation de la R8 Gordini, Jean Vinatier remporte à son volant le rallye du Tour de Corse 1964, puis Pierrot Orsini et Jean-François Piot récidivent respectivement en 1965 et 1966 devant les Alfa Romeo GTA et autres Porsche 911. En 1968, Jean-Pierre Nicolas, sur R8 Gordini, s'impose au Rallye du Maroc (voir palmarès détaillé dans l'article Gordini).
Entre 1966 et 1970, de nombreuses R8 Gordini ont été engagées dans des courses d'endurance sur circuit, notamment, les 9 Heures de Kyalami, les 24 Heures de Spa et les 6 Heures de Brno.
Au total, 11 607 R8 Gordini ont été produites dont 8 981 en version 1300.

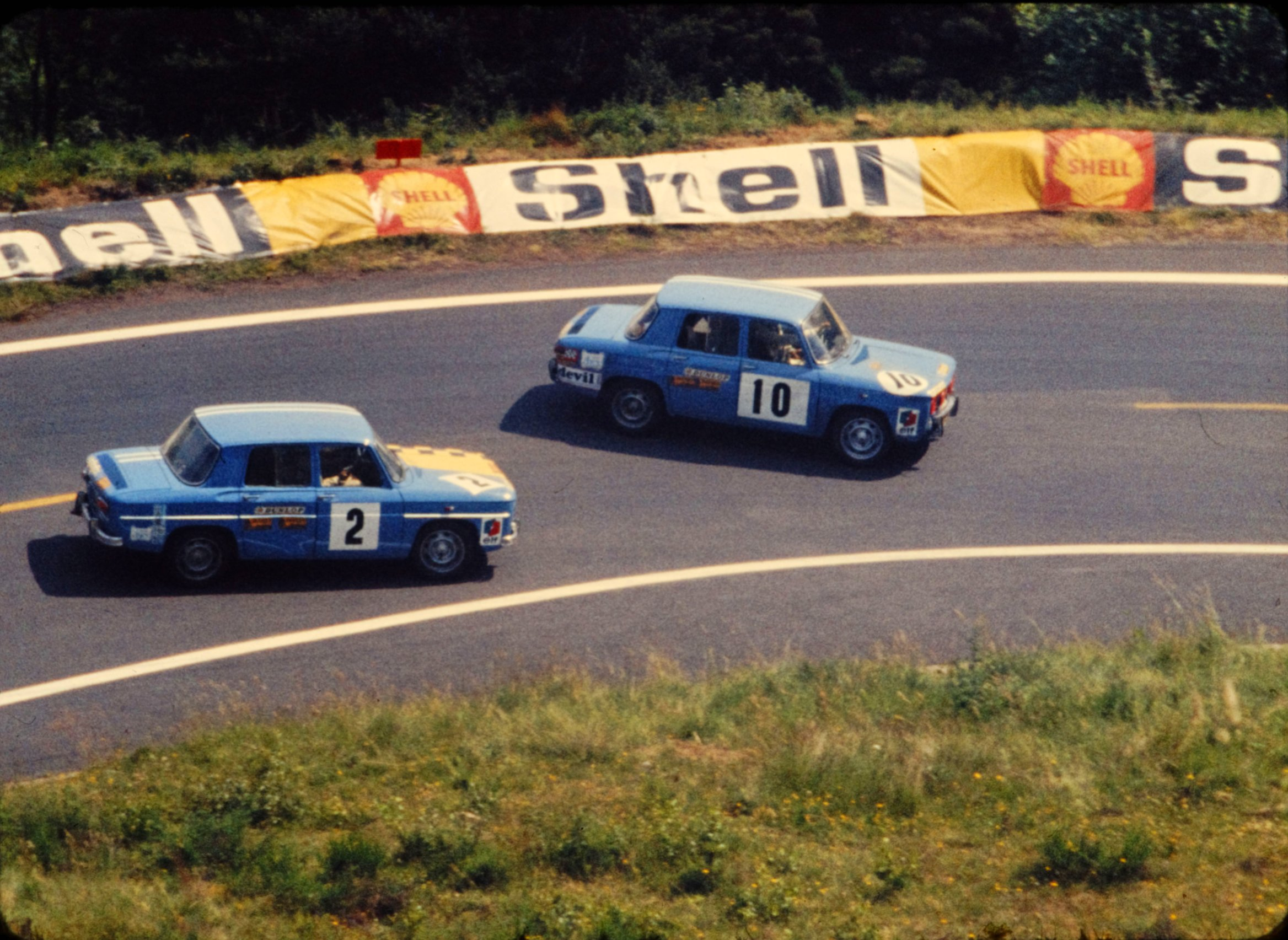
Course de R8 Gordini sur le circuit de Charade en 1969.

En mai 1970, la dernière R8 Gordini est fabriquée. En 1970, la Renault 12 Gordini à traction avant la remplacera sans connaitre autant de succès. Dans le cœur des coureurs automobiles amateurs, ce sera la Simca 1000 Rallye 2 qui reprendra le flambeau de la Gordini.
Voiture d'apprentis champions automobiles... mais aussi de jeunes conducteurs amateurs de tapage et d'épate, la R8 Gordini a bénéficié et bénéficie encore d'une vraie cote d'amour chez les nostalgiques.
Palmarès détaillé de la Renault 8 Gordini:

## La Renault 8 S

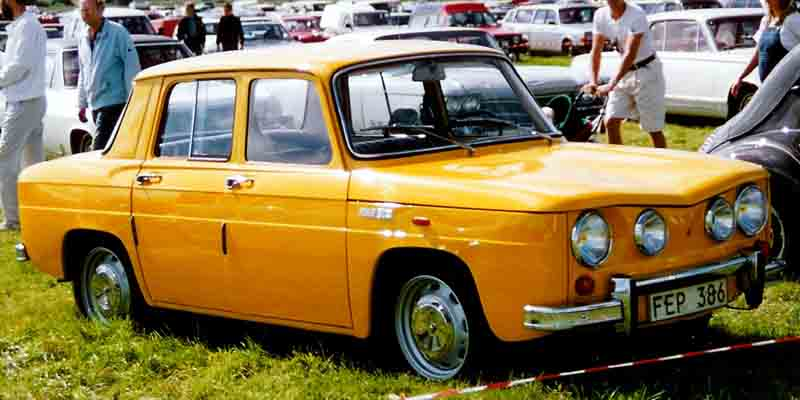
Renault 8 S.

La R8 S est une voiture de compromis. Présentée à sa sortie avec une peinture jaune et une apparence sportive, elle arbore une face avant identique à celle de la Gordini, à ceci près que les phares centraux ne sont pas à iode et que leurs cerclages ne disposent pas d'une languette mais d'un « trou ». Elle possède également des ouïes de refroidissement des freins avant.
L'intérieur propose un mélange entre la Gordini, avec ses compteurs ronds Jaeger, et la Major, avec le faux bois de la planche de bord.
Côté mécanique, le 1 108 cm3 est plus puissant que celui de la Major, ceci grâce à la présence d'un carburateur double-corps Weber 32DIR type Compound et d'un arbre à cames spécial, qui ne parviennent toutefois pas à porter les performances à la hauteur de ce que laissait espérer le modèle. La R8 S « monte » quand même à plus de 140 km/h sans difficulté, soit plus de 10 km/h de plus que la Major mais au moins 30 km/h de moins que les Gordini.

## Les Bulgarrenault 8 et 10
De 1966 à 1970, les 8 et 10 ont été produites en Bulgarie à Plovdiv sous la marque Bulgarrenault.

## La Dacia 1100

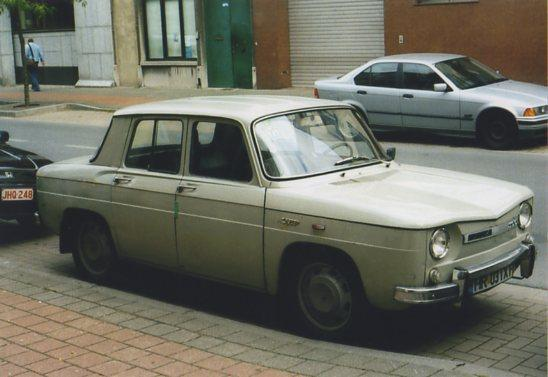
Dacia 1100.

En Roumanie, de août 1968 jusqu'en 1971, l'usine de Pitești située au nord-ouest de Bucarest fabrique sous licence la R8 appelée Dacia 1100. Les lettres UAP sur les ailes signifient « Uzina de Automobile Pitești », ce qui se traduit  en français par « Usine d’automobiles de Pitesti ».

## Caractéristiques
| Modèle                            | Construction | Moteur               | Cylindrée         | Puissance                     | Couple                 | 0 à 100 km/h | Vitesse maximale | Consommation et émissions de CO2 |
| --------------------------------- | ------------ | -------------------- | ----------------- | ----------------------------- | ---------------------- | ------------ | ---------------- | -------------------------------- |
| Renault 8 Gordini (boîte méca. 4) | 1965 - 1967  | 4 cylindres en ligne | 1 108 cm3 (1,1 L) | 76 kW (103 ch) à 6 500 tr/min | 87 N m à 5 500 tr/min  | NC s         | 170 km/h         | NC L/100 km NC g/km              |
| Renault 8 Gordini (boîte méca. 5) | 1967 - 1970  | 4 cylindres en ligne | 1 255 cm3 (1,3 L) | 76 kW (103 ch) à 6 750 tr/min | 117 N m à 5 000 tr/min | 13,7 s       | 179 km/h         | NC L/100 km NC g/km              |

## Dans la culture populaire

### Cinéma
Version allongée de la R8, avec un porte-à-faux avant qui améliorait la capacité du coffre tout en affinant la silhouette, et plus luxueusement dotée, la R10 s'adressait à une clientèle plus bourgeoise. Moins vendue que sa « petite sœur », elle a cependant été une des voitures favorites des cinéastes français pour une raison singulière : avec l'implantation moteur tout-à-l'arrière et la vaste malle à bagages à l'avant, il suffisait de démonter le capot avant pour installer à la fois la caméra et l'opérateur et filmer les scènes de conduite automobile de façon réaliste, avec le visage et les expressions des acteurs en gros plan[réf. nécessaire].
C'est au volant d'une Renault 10 de location que la comédienne Françoise Dorléac se tue le 26 juin 1967 à Villeneuve-Loubet en allant prendre un avion à l'aéroport de Nice.
Ne nous fâchons pas, film de Georges Lautner (1966), parodie de film de gangsters, comprend plusieurs séquences hilarantes où la R8 Gordini tient la vedette entre cascades et fusillades. Dans la série autrichienne « Kottan ermittelt », la R10 du commissaire perd régulièrement ses portes lorsqu'elle est impliquée dans des accidents.
Dans le film La Piscine (1969) de Jacques Deray, le personnage Jean-Paul Leroy joué par Alain Delon possède une Renault 8 Gordini.

### Chanson
La Renault 8 Gordini a été célébrée par Renaud dans la chanson la tire à Dédé.